# Burgóhegy-Magashegy
Burgóhegy-Magashegy (németül: Burgauberg-Neudauberg) község Ausztriában Burgenland tartományban a Németújvári járásban,

## Fekvése
Németújvártól 23 km-re északnyugatra a Lapincs bal partján, a régi magyar határ mellett fekszik. Eredetileg két község volt. Az északi rész Magashegy, vagy más néven Neudóhegy részei Guldner, Eck, Lies, Limböcken, Mitterberg, Ringberg, Sauberg, Wampl, és Wehr. A déli községrész Burgóhegy részei Halmheu, Hochkogel, Oberungarfeld, Sauberg, Schwabenberg és Unterungarfeld.
A kataszteri közösségek Burgóhegy és Magashegy.

## Története
A Lapincs folyó völgye a magyar honfoglalás után határőrvidék lett. A mai község területe a 12. századtól kezdett benépesülni, amikor nyugatról német telepesek érkeztek ide. A Burgóhegy, Vörthegy és Neudóhegy vidéke azonban annyiban volt különleges a környező településekhez képest, hogy itt nem történt falu alapítás, hanem hegyes területüket a völgyekben lakók szőlőhegyként használták. Így Burgóhegy a Lapincs túlpartján fekvő stájerországi Burgau, Magashegy pedig Neudau szőlőhegyének számított. A 16. és 17. század során többször érték a vidéket a török hadak és magyar felkelők támadásai. 1713-ban pestisjárvány pusztított. 1789-ben Burgóhegynek és Neudóhegynek gróf Batthyány Károly volt a birtokosa. A két település 1795-ben lett önálló.
Vas vármegye monográfiája szerint " Burgóhegy, stájer határszéli német község 105 házzal és 697 róm. kath. vallású lakossal. Postája és távirója Szt.-Elek. Határszéli vámmal bírt. Neudóhegy 98 házában 630 németajkú, r. kath. vallású lakosa van. Stájer határszéli község, melyben gróf Herberstein Zsigmond stájerországi birtokosnak kastélya és a vorraui Augusztinus-szerzetnek nagy pinczéje van. Birtokos herczeg Batthány Fülöp. A község postája Stinácz, távirója Szent-Elek. " 
1910-ben Burgóhegynek 752, Magashegynek 637, túlnyomórészt német lakosa volt. Az első világháborúban Burgóbergnek 38, Magashegynek 17 lakosa esett el, 10-en eltűntek.
A trianoni békeszerződésig Vas vármegye Németújvári járásához tartozott. 1921-ben Ausztria Burgenland tartományának része lett. Az osztrák bevonulás itt sem ment zökkenőmentesen, ugyanis magyar szabadcsapatok egy ideig ellenálltak. Az osztrák csendőrség végül egy halálos áldozat árán augusztus 29-én foglalta el a települést. 1938. március 12-én az Anschlusst követően a két települést az Ostmark Fürstenfelsi körzetéhez csatolták. 1945.áprilisában négy hetes állóháború alakult ki ezen a frontszakaszon.
A második világháborúban Bugróhegyről 39-en estek el, 15-en eltűntek, a civil áldozatok száma 13 volt. Magashegy 31 lakosa esett el a frontokon, 11-en eltűntek és 3 civil  áldozat volt. A háború után a Lapincs a szovjet és a brit megszállási övezet határát képezte. A két települést visszacsatolták a Németújvári járáshoz.
1971. január 1-jén Burgóhegyet és Magashegyet közigazgatásilag egyesítették. 1981-ben megépült a községközpont az iskolával és az óvodával. 1985-ben elfogadták a község címerét. 1987-ben a Magashegyen álló régi iskolaépületet többfunkciós épületté bővítették. 1994-ben megkezdődtek a csatornázási munkálatok.

## Nevezetességei
Burgóhegy
- A Bleier-kápolnát 1927-ben Josef Bleier építtette a háza elé fogadalomból, hogy fia visszatért az első világháborúból.
- A Laschalt-kereszt, Ludwig Laschalt háza előtt álló fakereszt, melyet 1985-ben restauráltak.
- A Kruiss-kereszt a Burgauberg 88. szám alatt álló útikereszt, 1980-ban restaurálták.

Magashegy
- A Schmidt-kápolna,  a Schmidt-vendéglő előtt áll, a két világháború áldozatainak emlékére épült 1951-ben Leo Graf polgármester költségén.
- A Hammer-képoszlop a Neudauberg 31. szám előtt áll, mintegy 300 éves alkotás. Építési ideje ismeretlen.
- A Feigl-képoszlop a Neudauberg 41. szám alatt a mai községháza előtt áll, 1900-ban készült.